# Acordos de Évian
Os Acordos de Évian são o resultado de negociações entre os representantes da França e do Governo Provisório da República Argelina (GPRA) durante a Guerra da Argélia, acordos que  foram assinados a 18 de março de 1962 em Évian-les-Bains, na Alta Saboia (França) e que se traduziram pelo cessar fogo aplicado a todo o território argelino a partir do dia seguinte.
Os acordos foram aprovados durante o referendo de 8 de abril de 1962, por 91% dos votantes da França metropolitana, já que os eleitores dos departamentos da Argélia estavam excluídos dessa votação.
Os Acordos de Évian puseram fim a sete anos e cinco meses de guerra, durante a qual a França  enviou cerca de 400 000 homens e durante a qual de 250 000 a 400 000 argelinos foram mortos (mais de um milhão e meio segundo o Estado argelino). Do lado francês contam-se 28 500 mortos de militares, 30 000 a 90 000 harkis, e entre 4000 a 6000 entre os civis 'europeus', assim como cerca de 65 000 feridos.
No terreno, os acordos, longe de trazerem à população paz, inauguram um período de violência e de massacres dos harkis.
A expressão Acordos de Évian é uma expressão jornalística já que o seu nome oficial é  Déclaration générale des deux délégations du 18 mars 1962.

## Variantes
Atendendo aos interesses em jogo há variantes segundo um governo e outro. Assim o texto argelino de 1962 fala de Gouvernement provisoire de la République algérienne (GPRA) enquanto a França se refere à FLN, a Frente de Libertação Nacional.

## Disposições
O acordo compreende duas partes, uma em que se acorda o cessar fogo e uma outra sobre declarações relativas à Argélia tais como: período de transição, prisioneiros e  referendo para a autodeterminação para a validação da independência.